# ایستگاه متروی صادقیه
ایستگاه مترو صادقیه یا تهران (صادقیه) یکی از ایستگاه‌های مترو تهران است که در ضلع جنوب غربی فلکه دوم با فاصله ۱ کیلو‌متری از فلکه دوم صادقیه تهران واقع شده‌است. این ایستگاه اولین ایستگاه در خط دو و پنج مترو تهران می‌باشد. این ایستگاه در سال ۱۳۹۱ شلوغ‌ترین ایستگاه مترو تهران شد. این ایستگاه در ۱۶ اسفند ۱۳۷۷، همزمان با افتتاح ایستگاه‌های وردآورد و کرج به بهره‌برداری رسید. براساس افق توسعه سال ۱۴۲۰ متروی تهران این ایستگاه با خط‌های اکسپرس A و اکسپرس B تبادل خواهد داشت.